# Хуан Гарісурієта
Хуан Гарісурієта (ісп. Juan Garizurieta; 27 листопада 1908, Ерандіо — 29 серпня 2001, Гечо) — іспанський футболіст, що грав на позиції півзахисника.
Виступав, зокрема, за клуби «Атлетік Більбао» та «Осасуна», а також національну збірну Іспанії.

## Клубна кар'єра
У дорослому футболі дебютував 1927 року виступами за команду клубу «Атлетік Більбао», в якій провів сім сезонів, взявши участь у 74 матчах чемпіонату.
1934 року перейшов до клубу «Осасуна», за який відіграв 2 сезони. Завершив професійну кар'єру футболіста виступами за команду «Осасуна» у 1936 році.
Помер 29 серпня 2001 року на 93-му році життя.
| Дата       | Місто | Господарі      | Результат | Гості   | Турнір           | Голи | Примітки |
| ---------- | ----- | -------------- | --------- | ------- | ---------------- | ---- | -------- |
| 14-06-1930 | Прага | Чехословаччина | 2 – 0     | Іспанія | товариський матч | -    |          |
| Усього     |       | Матчів         | 1         |         | Голів            | 0    |          |

## Досягнення
- Чемпіон Іспанії (3): 1929-30, 1930-31, 1933-34
- Володар кубка Іспанії (4): 1930, 1931, 1932, 1933